# Sphoeroides tyleri
Sphoeroides tyleri és una espècie de peix de la família dels tetraodòntids i de l'ordre dels tetraodontiformes.

## Morfologia
- Els mascles poden assolir 12 cm de longitud total.[4][5]

## Alimentació
Menja crustacis, mol·luscs i equinoderms.

## Hàbitat
És un peix marí, de clima tropical i demersal que viu entre 10-80 m de fondària.

## Distribució geogràfica
Es troba a l'Atlàntic occidental: des de Colòmbia fins al sud-est del Brasil.

## Observacions
És inofensiu per als humans.